# Joaquín Silva
Joaquín Ezequiel Silva Cristi  (Hijuela, Región de Valparaíso, Chile, 13 de mayo de 2005) es un futbolista chileno que juega como Centrocampista actualmente en Santiago Wanderers  de la Primera B de Chile.

## Trayectoria

### Santiago Wanderers
Debutaria Profesionalmente un 13 de Mayo de 2024 a las edad de 18 años. En su primera temporada anotaria dos dobletes. 

## Selección nacional
Su siguiente participación sería con la selección de fútbol sub-20 de Chile que jugaría el Campeonato Sudamericano de Fútbol Sub-20 de 2025, además de clasificar a la Copa Mundial de Fútbol Sub-20 de 2025.

#### Participaciones en Sudamericanos
| Competencia                 | Sede      | Resultado   | PJ | Goles |
| --------------------------- | --------- | ----------- | -- | ----- |
| Sudamericano Sub-20 de 2025 | Venezuela | Sexto Lugar | 7  | 0     |

## Estadísticas
| Club                                                                         | Div.          | Temporada     | Liga  | Liga  | Liga   | Copas Nacionales(1) | Copas Nacionales(1) | Copas Nacionales(1) | Torneos | Torneos | Torneos | Total(2) | Total(2) | Total(2) |
| Club                                                                         | Div.          | Temporada     | Part. | Goles | Asist. | Part.               | Goles               | Asist.              | Part.   | Goles   | Asist.  | Part.    | Goles    | Asist.   |
| ---------------------------------------------------------------------------- | ------------- | ------------- | ----- | ----- | ------ | ------------------- | ------------------- | ------------------- | ------- | ------- | ------- | -------- | -------- | -------- |
| Santiago Wanderers · Chile                                                   | 2.ª           | 2024          | 19    | 4     | 3      | 1                   | 0                   | 0                   | —       | —       | —       | 20       | 4        | 3        |
| Santiago Wanderers · Chile                                                   | 2.ª           | 2025          | 14    | 0     | 0      | 3                   | 0                   | 0                   | —       | —       | —       | 17       | 0        | 0        |
| Santiago Wanderers · Chile                                                   | Total club    | Total club    | 33    | 4     | 3      | 4                   | 0                   | 0                   | 0       | 0       | 0       | 37       | 4        | 3        |
| Total carrera                                                                | Total carrera | Total carrera | 33    | 4     | 3      | 4                   | 0                   | 0                   | 0       | 0       | 0       | 37       | 4        | 3        |
| (1) Incluye datos de Copa Chile. (2) No incluye goles en partidos amistosos. |               |               |       |       |        |                     |                     |                     |         |         |         |          |          |          |

### Resumen estadístico
| Competición               | Partidos | Goles | Promedio | Asistencias | Promedio | G y A | Promedio |
| ------------------------- | -------- | ----- | -------- | ----------- | -------- | ----- | -------- |
| Primera B                 | 33       | 4     | 0.12     | 3           | 0.09     | 7     | 0.21     |
| Copas nacionales          | 4        | 0     | 0        | 0           | 0        | 0     | 0        |
| Selección sub-20 de Chile | 7        | 0     | 0        | 0           | 0        | 0     | 0        |
| Total                     | 44       | 4     | 0.09     | 3           | 0.07     | 7     | 0.16     |